# Dichapetalum barbatum
Dichapetalum barbatum är en tvåhjärtbladig växtart som beskrevs av Franciscus Jozef Breteler. Dichapetalum barbatum ingår i släktet Dichapetalum och familjen Dichapetalaceae. Inga underarter finns listade i Catalogue of Life.